# Nick Zeisloft
Nick Zeisloft (La Grange, 18 dicembre 1992) è un ex cestista statunitense.

## Statistiche

### College
| Anno      | Squadra               | PG  | PT | MP   | TC%  | 3P%  | TL%  | RP  | AP  | PRP | SP  | PP  |
| --------- | --------------------- | --- | -- | ---- | ---- | ---- | ---- | --- | --- | --- | --- | --- |
| 2012-2013 | Illinois St. Redbirds | 25  | 1  | 15,2 | 43,7 | 41,8 | 66,7 | 1,4 | 0,8 | 0,3 | 0,0 | 4,5 |
| 2013-2014 | Illinois St. Redbirds | 34  | 30 | 25,7 | 37,8 | 35,5 | 90,0 | 3,4 | 0,9 | 0,6 | 0,1 | 6,9 |
| 2014-2015 | Indiana Hoosiers      | 34  | 7  | 19,6 | 47,5 | 45,0 | 76,5 | 2,2 | 0,6 | 0,3 | 0,1 | 6,6 |
| 2015-2016 | Indiana Hoosiers      | 35  | 8  | 20,1 | 41,9 | 41,7 | 90,5 | 1,6 | 0,8 | 0,2 | 0,1 | 6,5 |
| Carriera  | Carriera              | 128 | 46 | 20,5 | 42,3 | 40,6 | 83,8 | 2,2 | 0,8 | 0,4 | 0,1 | 6,3 |

### G League
| Anno      | Squadra       | PG | PT | MP   | TC%  | 3P%  | TL%  | RP  | AP  | PRP | SP  | PP  |
| --------- | ------------- | -- | -- | ---- | ---- | ---- | ---- | --- | --- | --- | --- | --- |
| 2016-2017 | F.W. Mad Ants | 47 | 1  | 14,8 | 39,7 | 39,5 | 82,1 | 1,2 | 0,4 | 0,3 | 0,1 | 7,4 |
| 2019-2020 | S.C. Warriors | 32 | 16 | 22,7 | 38,2 | 36,5 | 100  | 1,7 | 0,9 | 0,7 | 0,1 | 8,0 |
| Carriera  | Carriera      | 79 | 17 | 18,0 | 39,0 | 38,2 | 87,5 | 1,4 | 0,6 | 0,5 | 0,1 | 7,6 |